# Jan Luksemburski

Jan Luksemburski, król czeski, przejmuje i nadaje jako lenno księciu płockiemu Wacławowi Płock, Wyszogród i Gostynin, 1329, Archiwum Główne Akt Dawnych

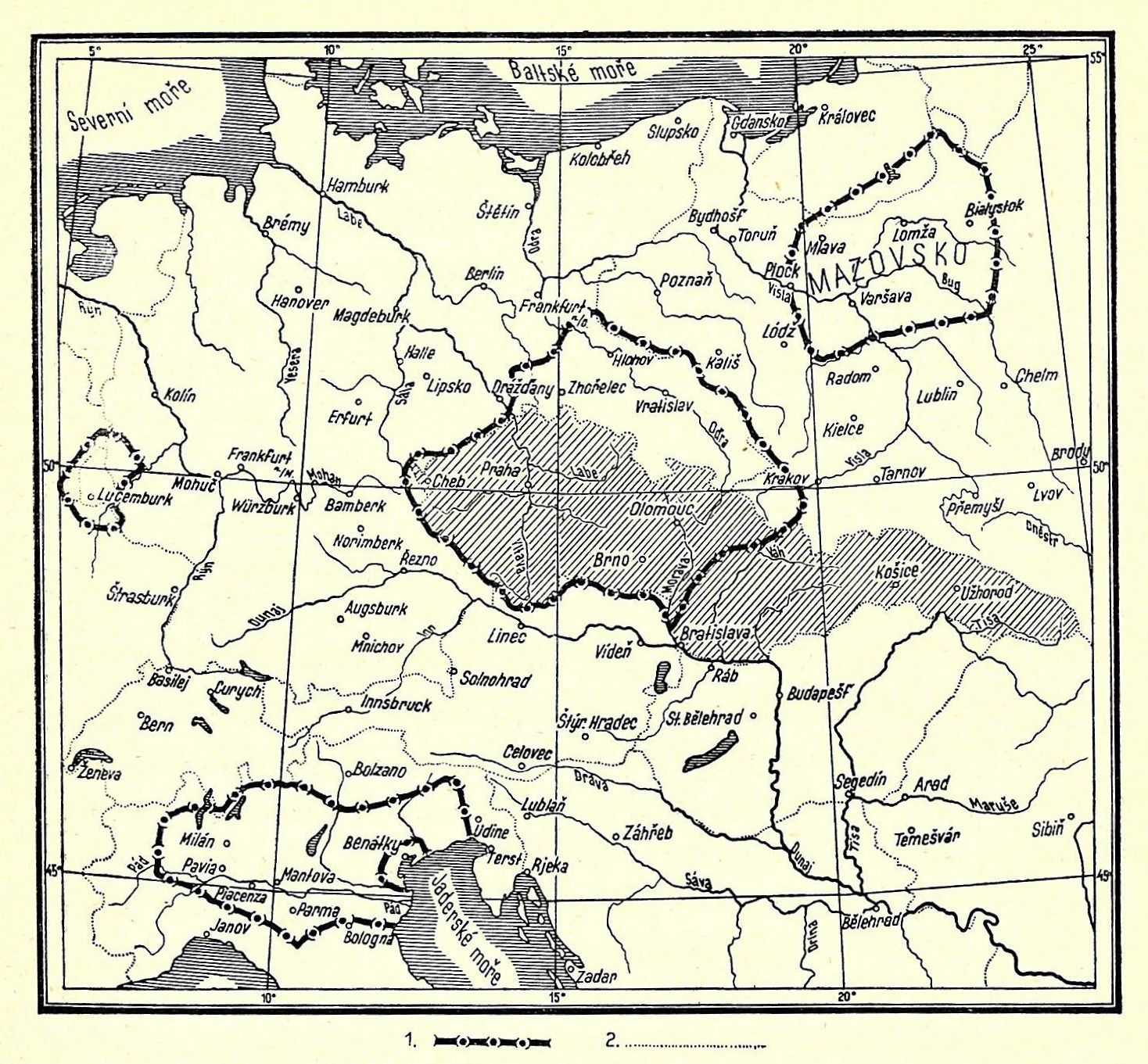
Ziemie pod kontrolą Jana Luksemburskiego (Luksemburg, Czechy, Pn.Włochy, Śląsk i Mazowsze)

Jan I Luksemburski, Jan Ślepy (cz. Jan Lucemburský, niem. Johann von Luxemburg; ur. 10 sierpnia 1296, zm. 26 sierpnia 1346 pod Crécy) –  hrabia Luksemburga od 1309,  król Czech od 1310,  tytularny król Polski w latach 1310–1335.

## Młodość
Syn cesarza rzymskiego Henryka VII. W młodości był silnie związany z kulturą francuską (podobnie jak jego ojciec), początkowo mieszkał w Paryżu na dworze króla Filipa Pięknego. Dzięki zaaranżowanemu małżeństwu z córką Wacława II Elżbietą i wpływom swojego ojca-cesarza otrzymał jako piętnastolatek koronę Czech po wymarłych Przemyślidach; koronowano go na króla czeskiego w lutym 1311 roku. W 1313 roku zmarł we Włoszech jego ojciec-cesarz, a on sam nie potrafił przekonać elektorów do poparcia jego kandydatury na cesarza, na którego wybrano w 1314 roku Ludwika IV Wittelsbacha.

## Polityka w Rzeszy
W rywalizacji o tron niemiecki w Rzeszy między Ludwikiem IV Wittelsbachem i Fryderykiem Pięknym z rodu Habsburgów Jan Luksemburski poparł w początkach swego panowania Ludwika. W czerwcu 1336, w trakcie walk o obsadę tronu w Karyntii, Jan Luksemburczyk zorganizował wyprawę przeciwko Habsburgom. W jego wyprawie brał udział również polski król Kazimierz III Wielki.
W 1341 roku rozpoczął się jego konflikt z cesarzem Ludwikiem IV Bawarskim Wittelsbachem na tle małżeństwa jego syna Jana Henryka z posiadającą prawa do Tyrolu i Karyntii hrabiną Małgorzatą Maultasch. Pięć lat później Jan Luksemburski dzięki wsparciu papieża i części niemieckich książąt zemścił się i spowodował, że Ludwika pozbawiono w 1346 r. cesarskiego tronu i podczas ponownej elekcji wybrano jego syna, nowego cesarza Karola IV, na króla Niemiec.

## Polityka w Polsce
Jan Luksemburski używał tytułu króla Polski w swej oficjalnej tytulaturze, jednak jak wynika z późniejszych źródeł, swoje pretensje ograniczał do dawnego królestwa Przemysła II (czyli Wielkopolski i Pomorza Gdańskiego), bo koronacja Władysława Łokietka, zdaniem ówczesnych, formalnie nie naruszała w niczym jego praw.

### Najazd na Kraków
Jan Luksemburski dopiero w początkach 1327 postanowił upomnieć się o polskie dziedzictwo Wacława II, do którego miał powszechnie respektowane tytuły prawne, przy dość słabych prawach do niego swojego poprzednika. Zajęty wewnętrznymi konfliktami w Czechach i zaangażowany w spory w Niemczech, nie mógł zapobiec koronacji Łokietka w Krakowie w 1320 r. Znając upór Łokietka władca czeski wiedział, że może odzyskać Wielkopolskę i Pomorze jedynie na drodze zbrojnej, a do niej mogło dojść dopiero po odpowiednim dyplomatycznym przygotowaniu. Działania Łokietka przeciwko Brandenburgii, skierowane przeciwko czeskiemu sojusznikowi Ludwikowi Bawarskiemu, umocniły jednak sojusz luksembursko-bawarski. Król Czech mógł w tej sytuacji liczyć na wsparcie cesarza. Innym problemem, który musiał rozwiązać Jan, było stanowisko węgierskich Andegawenów, którzy wspierali Łokietka. Prowadził więc rokowania z dworem węgierskim na temat małżeństwa swej córki Anny z Władysławem, synem króla węgierskiego Karola Roberta. Zakończyły się one 13 lutego 1327 zawarciem układu w Trnawie. Dokument traktatowy nie wymieniał Władysława Łokietka jako sojusznika węgierskiego i król czeski mógł uznać to za sukces swej dyplomacji oraz odczytać jako pozostawienie mu przez Andegawenów swobody działania w Polsce. Równocześnie z pertraktacjami z dworem węgierskim przygotowywał się do wyprawy na państwo Łokietka nakładając na poddanych nowe podatki na wystawienie wojska, z którym miał ruszyć na Polskę.
Wyprawa wojsk czeskich zatrzymała się dopiero u bram Krakowa i tylko skuteczna interwencja dyplomatyczna Węgier, w których interesie nie leżała likwidacja królestwa Władysława Łokietka, uratowała je przed uzależnieniem od Czech. Jan Luksemburski odstąpił od oblężenia i powrócił przez Śląsk do Czech.

### Zhołdowanie Górnego Śląska i Księstwa wrocławskiego
Nieoczekiwany wymarsz wojsk czeskich na Łokietka musiał zrobić odpowiednie wrażenie na książętach śląskich, którzy bali się energicznych działań Władysława Łokietka kolejno podporządkowującego sobie poszczególne polskie księstwa. Gdy wojska czeskie oblegały Kraków, do Opawy zostali wezwani przez Jana Luksemburskiego polscy książęta Bolesław niemodliński, Leszek raciborski, Kazimierz cieszyński, Władysław kozielsko-bytomski i złożyli Janowi Luksemburskiemu w dniach 18 i 19 lutego 1327 roku hołd jako królowi Polski i królowi Czech. Następnie w Bytomiu hołd złożył mu 24 lutego Jan oświęcimski. Następnie Jan Luksemburski udał się do Wrocławia, gdzie hołd złożyli mu Bolesław opolski i Henryk VI wrocławski.

### Wspieranie Krzyżaków, nadanie im Pomorza i zhołdowanie Mazowsza
Jan Luksemburski wspierał działania Zakonu Krzyżackiego i w związku z tym w końcu 1328 ruszył wraz z nimi przeciwko Litwie, która była w sojuszu z Łokietkiem. W związku z tym, gdy Jan i Krzyżacy walczyli z wojskami litewskimi Łokietek lojalnie zaatakował Krzyżaków najeżdżając ziemię chełmińską. Miało to fatalne skutki dla Łokietka, ponieważ dzięki propagandzie Krzyżaków odebrano ten najazd jako atak na chrześcijan, którzy walczyli z poganami. Od Łokietka zdystansował się nawet papież, a Jan Luksemburski wracając z krucjaty zawarł w marcu 1329 w Toruniu układ sojuszniczy z Krzyżakami nadając im jako król Polski (którym nie był, bo się nie koronował) Pomorze Gdańskie, co wzmocniło krzyżackie prawa do tej dzielnicy.
Następnie podbił z Krzyżakami ziemię dobrzyńską i skierował się na Mazowsze. Po rozpoczęciu oblężenia Płocka niewidzący szans na obronę książę Wacław płocki skapitulował i 29 marca 1329 złożył Janowi Luksemburskiemu hołd lenny ze swego księstwa, przez co księstwo płockie znalazło się pod czeskim zwierzchnictwem.

### Zhołdowanie Dolnego Śląska (Brzeg, Legnica, Żagań, Ścinawa)
Wracając z pełnej sukcesów wyprawy pruskiej król czeski Jan Luksemburski zatrzymał się we Wrocławiu, gdzie na przełomie kwietnia i maja 1329 jego lennikami zostali: Jan ścinawski, Bolesław brzesko-legnicki, Konrad oleśnicki i Henryk żagański. W czasie sporu z biskupem Nankerem o zamek został przez niego wyklęty.

### Stosunki z Kazimierzem Wielkim
W 1335 przy mediacji króla węgierskiego Karola Roberta na zjeździe w Wyszehradzie Kazimierz Wielki wykupił czeskie prawa do korony polskiej za ogromną jak na owe czasy sumę 20 tysięcy kop groszy praskich (1 200 000 groszy), (dwukrotność rocznych dochodów z żup solnych w Wieliczce). Traktat nie zawierał żadnych zobowiązań Kazimierza względem podporządkowanego przez Jana Śląska. Pokój umocniono projektem małżeństwa wnuka Jana Luksemburskiego – Jana, syna księcia Henryka XIV dolnobawarskiego i Małgorzaty Luksemburskiej – i córki Kazimierza, Elżbiety.

### Wojna polsko-czeska
Wiosną 1345 książę świdnicki Bolko II Mały został najechany przez Jana Luksemburczyka. Kazimierz Wielki w odwecie uderzył w czerwcu na księstwo opawskie. W odwecie Jan Luksemburski wyprawił się na leżącą na Górnym Śląsku ziemię wodzisławską, tam stanął 29 czerwca 1345, obozem pod Wodzisławiem, jednakże Kazimierz Wielki bitwy nie przyjął i wycofał się, co w kolei pociągnęło za sobą wyprawę czeską skierowaną na Kraków. 12 lipca 1345 roku Jan Luksemburski stanął pod Krakowem i oblegał go nieskutecznie przez osiem dni. W tym czasie Czesi zostali pobici pod Miechowem i Będzinem, w związku z czym Jan Luksemburczyk zmuszony był wycofać się spod Krakowa, a we wrześniu doszło do rozejmu między walczącymi stronami.

## Polityka w Czechach
Jan przebywał głównie we Francji i Luksemburgu. W Czechach przebywał rzadko wykorzystując je jedynie jako źródło finansowania swoich wypraw. W jego zastępstwie rządził w nich jego syn Karol (ówczesny margrabia Moraw). Tytuł króla Czech, stanowił dla Jana awans w hierarchii feudalnej, ponieważ z urodzenia był jedynie władcą Luksemburga i lennikiem króla Francji.

## Polityka włoska
W latach 20. i 30. XIV wieku był aktywny w polityce włoskiej, gdzie utworzył w Lombardii quasi-państwo z rywalizujących miast, księstw i republik. Obejmowało ono miasta Bergamo, Bobbio, Brescia, Cremona, Mediolan, Novara, Pawia, Lukka. Po tym gdy wyjechał w 1331 do Francji, jego 16-letni syn Karol nie potrafił już tam utrzymać władzy, bez sukcesu walcząc z ligą miast włoskich. Po klęsce 14 kwietnia 1333 w bitwie pod Ferrarą Karol wyjechał na Morawy.

## Polityka w Luksemburgu
W swym rodzimym księstwie znany jest z tego, iż zapoczątkował dobroczynny festiwal Scheuberfouer organizowany od 1340 na placu de Glacis w Luksemburgu.

## Zamiłowanie do turniejów
W 1319 Jan wraz z rycerzami ogłosili powstanie "dworu Króla Artura". Na praskim rynku wzniesiono rusztowania i szranki, ale nikt na wezwanie rycerzy się nie stawił. Potyczki stoczyli więc między sobą. W 1321 w ostatki na wielkim turnieju w Pradze król po wejściu w szranki został zrzucony z konia i wleciał pod kopyta. Nieprzytomnego, utytłanego w błocie wyratowali słudzy przy wiwatach nieprzyjaznej królowi części widowni. Po tym nie organizowano już raczej turniejów w Pradze, król brał jednak często udział w turniejach w innych stolicach w Europie. W 1324 po otrzymaniu znacznego okupu za Fryderyka księcia Austrii zorganizował turniej w Cambrai by uświetnić ślub Karola IV Pięknego z Joanną D Evreux. Podobno podróżował od Atlantyku po wschodnią granicę Polski, stając do rycerskich pojedynków. Pewien kronikarz pisze że wybór drugiej żony Beatrycze córki księcia Bourbon był spowodowany jej miłością do turniejów.

## Schyłek życia
Pod koniec życia, w związku z dziedziczną chorobą Luksemburgów, prawie całkowicie oślepł i dlatego już od 1337 zostawiał coraz więcej spraw w gestii syna Karola. Przypuszcza się, że w czasie bitwy pod Crécy, w której brał udział po stronie króla Francji Filipa VI Walezjusza, był już całkowicie niewidomy. Pomimo tego, brał udział w walce przywiązany do dwóch innych rycerzy i w ten sposób zginął. Według legendy wypowiedział wtedy Nie będzie to, żeby czeski król z pola uciekał.

## Żony i dzieci
W 1310 Jan Luksemburski ożenił się z Elżbietą, córką króla Czech Wacława II. Z tego małżeństwa pochodzili:
- Małgorzata (ur. 8 lipca 1313], zm. 11 lipca 1341)
- Bonna - pierwsza żona Jana II Dobrego, króla Francji (ur. 21 maja 1315, zm. 11 września 1349)
- Karol IV (ur. 14 maja 1316, zm. 29 listopada 1378)
- Przemysł Ottokar (ur. 22 listopada 1318, zm. 20 kwietnia 1320)
- Jan Henryk - margrabia morawski (ur. 12 lutego 1322, zm. 12 listopada 1375)
- Anna (ur. 27 marca 1323, zm. 3 września 1338), żona Ottona Wesołego, syna Albrechta I Habsburga
- Elżbieta (ur. 27 marca 1323, zm. przed 1330)

W 1334 Jan Luksemburski ożenił się z Beatrycze, córką Ludwika de Burbon. Z tego małżeństwa pochodzili:
- Wacław I (ur. 25 lutego 1337, zm. 7 grudnia 1383)
- Bonna (rok urodzenia i śmierci nieznany)

Jan Luksemburski miał także syna z nieślubnego związku:
- Mikołaja (ur. 1322, zm. 29 lipca 1358) – patriarchę Akwilei

## Przodkowie
|  |                         |  |  |  |  |  |  |  |  | Henryk V Luksemburski |  |  |  |
|  |                         |  |  |  |  |  |  |  |  |                       |  |  |  |
|  |                         |  |  |  |  |  |  |  |  |                       |  |  |  |
|  |                         |  |  |  |  |  |  |  |  |                       |  |  |  |
|  | Henryk VI Luksemburski  |  |  |  |  |  |  |  |  |                       |  |  |  |
|  |                         |  |  |  |  |  |  |  |  |                       |  |  |  |
|  |                         |  |  |  |  |  |  |  |  |                       |  |  |  |
|  |                         |  |  |  |  |  |  |  |  |                       |  |  |  |
|  | Małgorzata z Baru       |  |  |  |  |  |  |  |  |                       |  |  |  |
|  |                         |  |  |  |  |  |  |  |  |                       |  |  |  |
|  |                         |  |  |  |  |  |  |  |  |                       |  |  |  |
|  |                         |  |  |  |  |  |  |  |  |                       |  |  |  |
|  | Henryk VII Luksemburski |  |  |  |  |  |  |  |  |                       |  |  |  |
|  |                         |  |  |  |  |  |  |  |  |                       |  |  |  |
|  |                         |  |  |  |  |  |  |  |  |                       |  |  |  |
|  |                         |  |  |  |  |  |  |  |  |                       |  |  |  |
|  | Baldwin z Avesnes       |  |  |  |  |  |  |  |  |                       |  |  |  |
|  |                         |  |  |  |  |  |  |  |  |                       |  |  |  |
|  |                         |  |  |  |  |  |  |  |  |                       |  |  |  |
|  |                         |  |  |  |  |  |  |  |  |                       |  |  |  |
|  | Beatrycze d’Avesnes     |  |  |  |  |  |  |  |  |                       |  |  |  |
|  |                         |  |  |  |  |  |  |  |  |                       |  |  |  |
|  |                         |  |  |  |  |  |  |  |  |                       |  |  |  |
|  |                         |  |  |  |  |  |  |  |  |                       |  |  |  |
|  | Felicite de Coucy       |  |  |  |  |  |  |  |  |                       |  |  |  |
|  |                         |  |  |  |  |  |  |  |  |                       |  |  |  |
|  |                         |  |  |  |  |  |  |  |  |                       |  |  |  |
|  |                         |  |  |  |  |  |  |  |  |                       |  |  |  |
|  | Jan Luksemburski        |  |  |  |  |  |  |  |  |                       |  |  |  |
|  |                         |  |  |  |  |  |  |  |  |                       |  |  |  |
|  |                         |  |  |  |  |  |  |  |  |                       |  |  |  |
|  |                         |  |  |  |  |  |  |  |  |                       |  |  |  |
|  | Henryk III              |  |  |  |  |  |  |  |  |                       |  |  |  |
|  |                         |  |  |  |  |  |  |  |  |                       |  |  |  |
|  |                         |  |  |  |  |  |  |  |  |                       |  |  |  |
|  |                         |  |  |  |  |  |  |  |  |                       |  |  |  |
|  | Jan I Zwycięski         |  |  |  |  |  |  |  |  |                       |  |  |  |
|  |                         |  |  |  |  |  |  |  |  |                       |  |  |  |
|  |                         |  |  |  |  |  |  |  |  |                       |  |  |  |
|  |                         |  |  |  |  |  |  |  |  |                       |  |  |  |
|  | Adelajda                |  |  |  |  |  |  |  |  |                       |  |  |  |
|  |                         |  |  |  |  |  |  |  |  |                       |  |  |  |
|  |                         |  |  |  |  |  |  |  |  |                       |  |  |  |
|  |                         |  |  |  |  |  |  |  |  |                       |  |  |  |
|  | Małgorzata Brabancka    |  |  |  |  |  |  |  |  |                       |  |  |  |
|  |                         |  |  |  |  |  |  |  |  |                       |  |  |  |
|  |                         |  |  |  |  |  |  |  |  |                       |  |  |  |
|  |                         |  |  |  |  |  |  |  |  |                       |  |  |  |
|  | Matylda de Bethune      |  |  |  |  |  |  |  |  |                       |  |  |  |
|  |                         |  |  |  |  |  |  |  |  |                       |  |  |  |
|  |                         |  |  |  |  |  |  |  |  |                       |  |  |  |
|  |                         |  |  |  |  |  |  |  |  |                       |  |  |  |
|  | Małgorzata de Dampierre |  |  |  |  |  |  |  |  |                       |  |  |  |
|  |                         |  |  |  |  |  |  |  |  |                       |  |  |  |
|  |                         |  |  |  |  |  |  |  |  |                       |  |  |  |
|  |                         |  |  |  |  |  |  |  |  |                       |  |  |  |
|  | Gwidon de Dampierre     |  |  |  |  |  |  |  |  |                       |  |  |  |
|  |                         |  |  |  |  |  |  |  |  |                       |  |  |  |
|  |                         |  |  |  |  |  |  |  |  |                       |  |  |  |

## Dzieje pośmiertne
Jan Luksemburski został pochowany w klasztorze Altmünster w Luksemburgu. Gdy w połowie XVI wieku Karol V polecił zburzyć opactwo, jego ciało powierzono franciszkanom. Benedyktyni, do których należało zniszczone opactwo, po jego odbudowie w dolnej części miasta (opactwa Neumünster) zaczęli domagać się zwrotu ciała. W międzyczasie oddzielona od reszty ciała głowa Jana Luksemburskiego weszła w posiadanie hrabiego de Mandercheid z Eifel. W latach 1794–1795, gdy Luksemburg, w którym franciszkanie przechowywali ciało był oblężony przez wojska francuskie, zwłoki wydobyto z grobowca i ukryto u miejscowego piekarza. Następnie trafiły one do przedsiębiorcy, właściciela fabryki porcelany Boch, a ten przeniósł je w 1809 do nowo otwartego zakładu w Mettlach (Saara). Spoczywały tam do czasu, aż książę Prus, Fryderyk Wilhelm IV, poznawszy tę historię polecił umieścić je w 1838 specjalnie w tym celu zbudowanej przez Karla Friedricha Schinkla kaplicy w Kastel-Staadt. O ich wydanie konsekwentnie ubiegało się księstwo Luksemburg. Jego starania zostały uwieńczone powodzeniem dopiero po upadku III Rzeszy. W sierpniu 1946 szczątki króla sprowadzono do katedry w Luksemburgu i umieszczono w krypcie, w której spoczywają do dziś